# Gilia latimeri
Gilia latimeri là một loài thực vật có hoa trong họ Polemoniaceae. Loài này được (T.L.Weese & L.A.Johnson) V.E.Grant mô tả khoa học đầu tiên năm 2004.